# Pisa SC

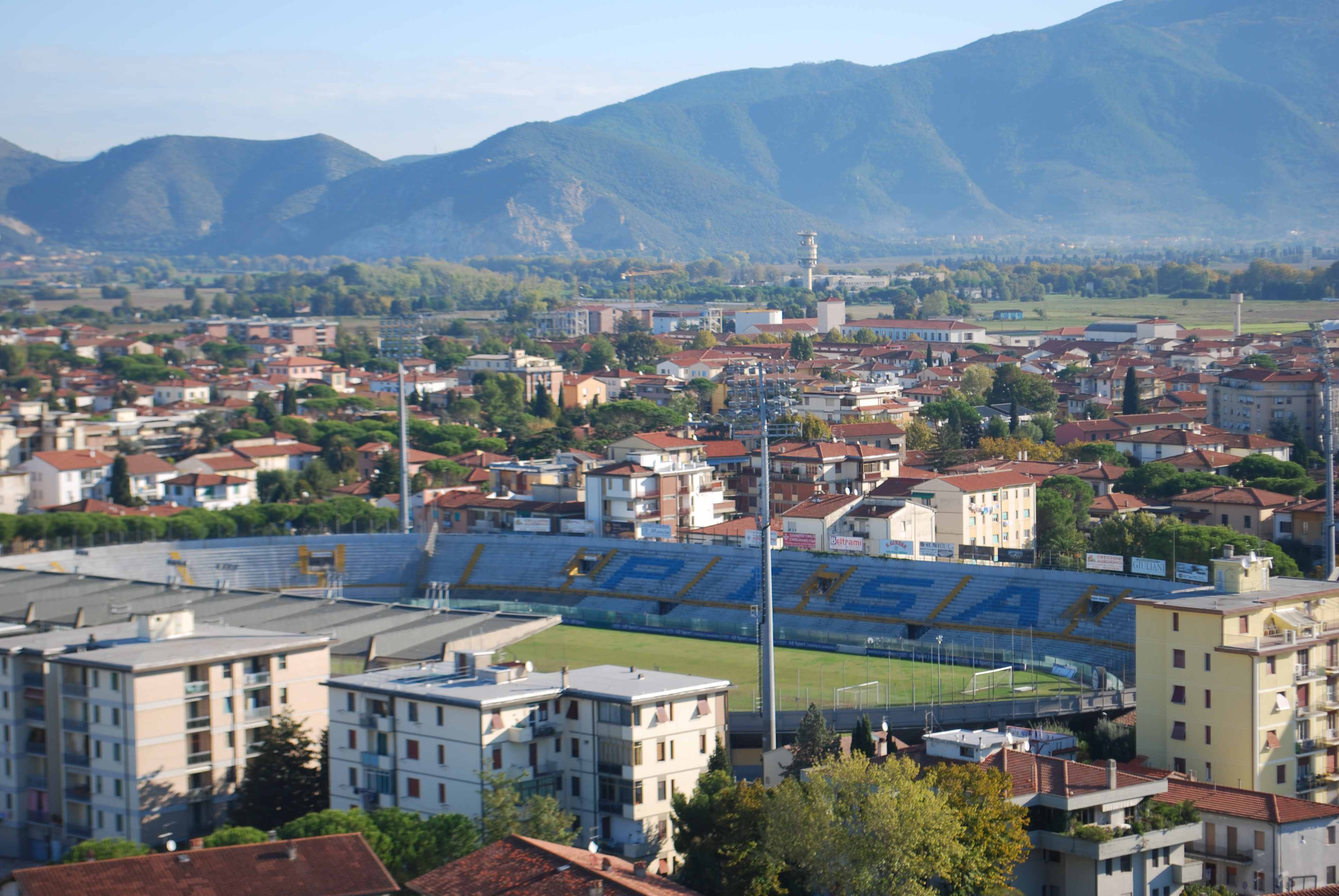
Garibaldi Stadion

Pisa Sporting Club, afgekort Pisa SC is een Italiaanse voetbalclub die uitkomt in de 2e voetbaldivisie van Italië, de Serie B. In het seizoen 2025-2026 zal Pisa uitkomen in de Serie A, doordat ze het seizoen 2024-2025 achter kampioen Sassuolo als tweede zijn geëindigd in de Serie B. Pisa SC komt uit de gelijknamige stad in Toscane. Thuis speelt Pisa in een blauw/zwart verticaal gestreept shirt, met zwarte broek en kousen. De uitwedstrijden worden in een volledig rode tenue met een witte kruis (het middeleeuwse schild van de republiek Pisa) gespeeld. De clubkleuren zijn zwart en blauw.
Na seizoen 2006/07 promoveerde de club van de Serie C1 naar de Serie B, waarna het op een zesde plaats eindigde. Dit was hoog genoeg om een plek in de play-offs af te dwingen, waarin werd verloren van Lecce. Het volgende jaar degradeerde de club, waardoor er financiële problemen ontstonden die resulteerden in een faillissement. In seizoen 2015/16 promoveerde de club van Lega Pro 1 Divisione naar de Serie B. Na het seizoen 2016/17 degradeerde Pisa opnieuw naar de derde divisie, waarna in het seizoen 2018/19 via de play-offs promotie naar de Serie B bewerkstelligde.
Nadat de club in 2019 was teruggekeerd naar de Serie B, veranderde de club in de zomer van 2021 haar naam weer in Pisa Sporting Club.

## Geschiedenis
AC Pisa 1909 werd in 1909 opgericht als Pisa Sporting Club. In 1994 werd de naam na faillissement veranderd in A.C. Pisa. Een jaar later kreeg de club de naam Pisa Calcio. Na een tweede faillissement in 2009 kreeg het de huidige naam. De beste prestatie in de Serie A was in 1982; toen werd de club elfde onder leiding van de Deense international Klaus Berggreen. Ook in 1985 en 1987 deed de club het goed, met verscheidene getalenteerde spelers. De laatste promotie naar de Serie A was in 1990. In het seizoen 2007/2008 heeft de club voor het eerst in 13 jaar weer in Serie B gespeeld. De club heeft nog nooit een belangrijke nationale prijs weten te pakken, internationaal wist het tweemaal de Mitropacup te behalen. Nadat de club in 2019 was teruggekeerd naar de Serie B, veranderde de club in de zomer van 2021 haar naam weer in Pisa Sporting Club.

## Erelijst
| Internationaal       |    |            |
| Mitropacup           | 2x | 1986, 1988 |
| Nationaal            |    |            |
| Serie B              | 2x | 1985, 1987 |
| Coppa Italia Serie C | 1x | 2000       |

## Eindklasseringen
- 1946 10e
Serie C
- 1947 16e
Serie B
- 1948 2e
Serie B
- 1949 9e
Serie B
- 1950 9e
Serie B
- 1951 12e
Serie B
- 1952 18e
Serie B
- 1953 8e
Serie C
- 1954 16e
Serie C
- 1955 7e
n4
- 1956 16e
n4
- 1957 1e
n5
- 1958 1e
n4
- 1959 10e
Serie C
- 1960 15e
Serie C
- 1961 8e
Serie C
- 1962 3e
Serie C
- 1963 12e
Serie C
- 1964 3e
Serie C
- 1965 1e
Serie C
- 1966 17e
Serie B
- 1967 14e
Serie B
- 1968 2e
Serie B
- 1969 15e
Serie A
- 1970 7e
Serie B
- 1971 18e
Serie B
- 1972 14e
Serie C
- 1973 13e
Serie C
- 1974 6e
Serie C
- 1975 16e
Serie C
- 1976 17e
Serie C
- 1977 5e
Serie C
- 1978 5e
Serie C
- 1979 2e
Serie C1
- 1980 14e
Serie B
- 1981 7e
Serie B
- 1982 3e
Serie B
- 1983 11e
Serie A
- 1984 15e
Serie A
- 1985 1e
Serie B
- 1986 14e
Serie A
- 1987 2e
Serie B
- 1988 13e
Serie A
- 1989 17e
Serie A
- 1990 2e
Serie B
- 1991 16e
Serie A
- 1992 6e
Serie B
- 1993 8e
Serie B
- 1994 17e
Serie B
- 1995 8e
Eccellenza
- 1996 1e
n5
- 1997 6e
Serie C2
- 1998 10e
Serie C2
- 1999 1e
Serie C2
- 2000 2e
Serie C1
- 2001 11e
Serie C1
- 2002 11e
Serie C1
- 2003 4e
Serie C1
- 2004 8e
Serie C1
- 2005 9e
Serie C1
- 2006 15e
Serie C1
- 2007 3e
Serie C1
- 2008 6e
Serie B
- 2009 20e
Serie B
- 2010 1e
Serie D
- 2011 10e
Prima Divisione
- 2012 7e
Prima Divisione
- 2013 5e
Prima Divisione
- 2014 6e
Prima Divisione
- 2015 5e
Lega Pro
- 2016 2e
Lega Pro
- 2017 22e
Serie B
- 2018 3e
Serie C
- 2019 3e
Serie C
- 2020 9e
Serie B
- 2021 14e
Serie B
- 2022 3e
Serie B
- 2023 11e
Serie B
- 2024 13e
Serie B
- 2025 2e
Serie B

- Serie A
- Serie B
- Serie C
- Prima Divisione
- Seconda Divisione
- Serie D
- Eccellenza
- n5
- n4

## Resultaten per seizoen
| Seizoen | Competitie                        | Niveau | Eindstand | Coppa Italia | Opmerking                                                   |
| ------- | --------------------------------- | ------ | --------- | ------------ | ----------------------------------------------------------- |
| 2000/01 | Serie C1 Girone A                 | III    | 11        | 3e groep 7   |                                                             |
| 2001/02 | Serie C1 Girone A                 | III    | 11        | --           |                                                             |
| 2002/03 | Serie C1 Girone A                 | III    | 4         | --           |                                                             |
| 2003/04 | Serie C1 Girone A                 | III    | 8         | 2e groep 5   |                                                             |
| 2004/05 | Serie C1 Girone A                 | III    | 9         | --           |                                                             |
| 2005/06 | Serie C1 Girone B                 | III    | 15        | 2e ronde     |                                                             |
| 2006/07 | Serie C1 Girone A                 | III    | 3         | --           |                                                             |
| 2007/08 | Serie B                           | II     | 6         | 2e ronde     | halve finale promotieserie                                  |
| 2008/09 | Serie B                           | II     | 20        | 2e ronde     | Failliet. Heroprichting als AC Pisa 1909                    |
| 2009/10 | Serie D Girone D                  | V      | 1         | --           | mocht meteen door naar de Prima Divisione vanwege opvulling |
| 2010/11 | Lega Pro Prima Divisione Girone B | III    | 10        | --           |                                                             |
| 2011/12 | Lega Pro Prima Divisione Girone A | III    | 7         | 2e ronde     |                                                             |
| 2012/13 | Lega Pro Prima Divisione Girone B | III    | 5         | 2e ronde     | Finale promotieserie > Latina Calcio: 1-3 n.v.              |
| 2013/14 | Lega Pro Prima Divisione Girone B | III    | 6         | 2e ronde     | halve finale promotieserie                                  |
| 2014/15 | Lega Pro Girone B                 | III    | 5         | 3e ronde     |                                                             |
| 2015/16 | Lega Pro Girone B                 | III    | 2         | 2e ronde     | winnaar promotieserie > Foggia Calcio: 5-3                  |
| 2016/17 | Serie B                           | II     | 22        | 4e ronde     |                                                             |
| 2017/18 | Serie C                           | III    | 3         | 2e ronde     | 3e ronde promotieserie                                      |
| 2018/19 | Serie C                           | III    | 3         | 4e ronde     | winnaar promotieserie > US Triestina: 5-3                   |
| 2019/20 | Serie B                           | II     | 9         | 3e ronde     |                                                             |
| 2020/21 | Serie B                           | II     | 14        | 3e ronde     | Naamsverandering in Pisa SC                                 |
| 2021/22 | Serie B                           | II     | 3         | 1e ronde     | finalist promotieserie > AC Monza: 1-2 / 3-4 n.v.           |
| 2022/23 | Serie B                           | II     | 11        | 2e ronde     |                                                             |
| 2023/24 | Serie B                           | II     | 13        | 1e ronde     |                                                             |
| 2024/25 | Serie B                           | II     | 2         | 2e ronde     |                                                             |
| 2025/26 | Serie A                           | I      | .         |              |                                                             |

## Pisa SC in Europa
Groep = groepsfase, 1/2 = halve finale, F = Finale 
| Seizoen | Competitie | Ronde | Land                 | Club                 | Score      |
| ------- | ---------- | ----- | -------------------- | -------------------- | ---------- |
| 1986    | Mitropacup | 1/2   | Vlag van Tsjechië    | SK Sigma Olomouc     | 1-0 (T)    |
|         |            | F     | Vlag van Hongarije   | Debreceni VSC        | 2-0 (T)    |
| 1988    | Mitropacup | Groep | Vlag van Joegoslavië | Vojvodina Novi Sad   | 1-0 (T)    |
|         |            | Groep | Vlag van Joegoslavië | Kaposvári Rákóczi FC | 2-0 (T)    |
|         |            | F     | Vlag van Hongarije   | Vác Izzo             | 3-0 (T)    |
| 1991    | Mitropacup | Groep | Vlag van Tsjechië    | Bohemians CKD Praag  | 0-0 (T)    |
|         |            | Groep | Vlag van Joegoslavië | Rad Belgrado         | 6-0 (T)    |
|         |            | F     | Vlag van Italië      | Torino Calcio        | 1-2 nv (T) |

## Bekende (oud-)spelers
- Giuseppe Chiappella
- Marco Ferrante
- Marco Tardelli
- Christian Vieri
- Stefano Colantuono
- José Chamot
- Henrik Larsen
- Diego Simeone
- Mario Been
- Wim Kieft
- Dunga
- Gaby Mudingayi
- Cisse Severeyns

### Internationals
De navolgende voetballers kwamen als speler van Pisa Calcio uit voor een vertegenwoordigend Europees A-elftal. Tot op heden is Klaus Berggreen degene met de meeste interlands achter zijn naam. Hij kwam als speler van Pisa Calcio in totaal 33 keer uit voor het Deense nationale elftal.
| Naam                | Van        | Tot        | Totaal | Nationaal elftal |
| ------------------- | ---------- | ---------- | ------ | ---------------- |
| Klaus Berggreen     | 27.10.1982 | 18.06.1986 | 33     | Denemarken       |
| Henrik Larsen       | 09.04.1991 | 18.11.1992 | 7      | Denemarken       |
| Wim Kieft           | 14.03.1984 | 16.10.1985 | 7      | Nederland        |
| Gilbert Agius       | 15.08.2001 | 14.11.2001 | 5      | Malta            |
| Vital Kutuzaw       | 17.11.2007 | 26.03.2008 | 4      | Wit-Rusland      |
| Carlo Biagi         | 03.08.1936 | 15.08.1936 | 4      | Italië           |
| Sergio Bertoni      | 07.08.1936 | 15.08.1936 | 3      | Italië           |
| Francis Severeyns   | 12.10.1988 | 19.10.1988 | 2      | België           |
| Giovanni Moscardini | 22.03.1925 | 22.03.1925 | 1      | Italië           |
| Walter Schachner    | 27.08.1986 | 27.08.1986 | 1      | Oostenrijk       |
| Péter Rajczi        | 13.10.2007 | 13.10.2007 | 1      | Hongarije        |

### Trainers
- Filippo Inzaghi

Atalanta · 
Bologna · 
Cagliari · 
Como · 
Cremonese · 
Fiorentina · 
Genoa · 
Hellas Verona · 
Internazionale · 
Juventus · 
Lazio · 
Lecce · 
Milan · 
Napoli · 
Parma ·
Pisa · 
Roma · 
Sassuolo .
Torino · 
Udinese